# アウザール
アウザール（Authaal、1983年 - ）とは、アメリカ合衆国で生まれ、アイルランドとオーストラリアで調教されたサラブレッドの競走馬、および種牡馬である。わずか1世代、28頭の産駒を残し誘拐されたシャーガーの産駒で、1986年にアイリッシュセントレジャーを制した。

## 経歴
父シャーガーは1981年のダービーステークスをレコードタイムで優勝した名競走馬で、バリーメニー牧場に繋養されて1982年から種牡馬として活動していた。しかし翌年に誘拐され、その後行方不明となったため、シャーガーの残した産駒はわずか1世代のみであった。1983年に生まれたアウザールもその産駒の一頭であった。
競走馬としてはアイルランドでデビューし、1986年にはアイリッシュセントレジャーに優勝、その後6-7歳（旧表記）時にはオーストラリアで競走生活を送り、1988年にクイーンエリザベスステークスとアンダーウッドステークスの2つのG1競走（ともに芝2000m）に勝ち、全部で18戦7勝の戦績を残した。シャーガー産駒唯一のG1勝ち馬である。
引退後はアイルランドで種牡馬入りし、1989年に日本へと輸出された。血統面から期待を集めたが、目立つような産駒はほとんど出せず、2001年に種牡馬を引退している。代表産駒としては、唯一の中央競馬重賞勝ち馬のイブキラジョウモン（中日スポーツ賞4歳ステークス）の名が挙がる。

## 血統表
| アウザールの血統                   | アウザールの血統                        | アウザールの血統                  | （血統表の出典）                  | （血統表の出典） |
| 父系                               | フェアウェイ系                          | フェアウェイ系                    | フェアウェイ系                    | [ § 2 ]          |
| 父 Shergar 1978 鹿毛 アイルランド  | 父の父Great Nephew 1963 黒鹿毛 イギリス | Honeyway                          | Fairway                           | Fairway          |
| 父 Shergar 1978 鹿毛 アイルランド  | 父の父Great Nephew 1963 黒鹿毛 イギリス | Honeyway                          | Honey Buzzard                     |                  |
| 父 Shergar 1978 鹿毛 アイルランド  | 父の父Great Nephew 1963 黒鹿毛 イギリス | Sybil's Niece                     | Admiral's Walk                    | Admiral's Walk   |
| 父 Shergar 1978 鹿毛 アイルランド  | 父の父Great Nephew 1963 黒鹿毛 イギリス | Sybil's Niece                     | Sybil's Sister                    |                  |
| 父 Shergar 1978 鹿毛 アイルランド  | 父の母Sharmeen 1972 鹿毛 フランス       | Val de Loir                       | Vieux Manoir                      | Vieux Manoir     |
| 父 Shergar 1978 鹿毛 アイルランド  | 父の母Sharmeen 1972 鹿毛 フランス       | Val de Loir                       | Vali                              |                  |
| 父 Shergar 1978 鹿毛 アイルランド  | 父の母Sharmeen 1972 鹿毛 フランス       | Nasreen                           | Charlottesville                   | Charlottesville  |
| 父 Shergar 1978 鹿毛 アイルランド  | 父の母Sharmeen 1972 鹿毛 フランス       | Nasreen                           | Ginetta                           |                  |
| 母 Galletto 1974 鹿毛 アイルランド | 母の父Nijinsky 1967 鹿毛 カナダ         | Northern Dancer                   | Nearctic                          | Nearctic         |
| 母 Galletto 1974 鹿毛 アイルランド | 母の父Nijinsky 1967 鹿毛 カナダ         | Northern Dancer                   | Natalma                           |                  |
| 母 Galletto 1974 鹿毛 アイルランド | 母の父Nijinsky 1967 鹿毛 カナダ         | Flaming Page                      | Bull Page                         | Bull Page        |
| 母 Galletto 1974 鹿毛 アイルランド | 母の父Nijinsky 1967 鹿毛 カナダ         | Flaming Page                      | Flaring Top                       |                  |
| 母 Galletto 1974 鹿毛 アイルランド | 母の母Gaia 1966 鹿毛 イギリス           | Charlottesville                   | Prince Chevalier                  | Prince Chevalier |
| 母 Galletto 1974 鹿毛 アイルランド | 母の母Gaia 1966 鹿毛 イギリス           | Charlottesville                   | Noorani                           |                  |
| 母 Galletto 1974 鹿毛 アイルランド | 母の母Gaia 1966 鹿毛 イギリス           | Ghana                             | Botticelli                        | Botticelli       |
| 母 Galletto 1974 鹿毛 アイルランド | 母の母Gaia 1966 鹿毛 イギリス           | Ghana                             | Grolldochnicht                    |                  |
| 母系(F-No.)                        | (FN:11)                                 | (FN:11)                           | (FN:11)                           | [ § 3 ]          |
| 5代内の近親交配                    | Charlottesville 4×3、Nearco 5×5･5       | Charlottesville 4×3、Nearco 5×5･5 | Charlottesville 4×3、Nearco 5×5･5 | [ § 4 ]          |
| 出典                               | 1. 2. 3. 4.                             | 1. 2. 3. 4.                       | 1. 2. 3. 4.                       | 1. 2. 3. 4.      |